# Neuvy (Loir-et-Cher)
Neuvy is een gemeente in het Franse departement Loir-et-Cher (regio Centre-Val de Loire) en telt 294 inwoners (1999). De plaats maakt deel uit van het arrondissement Blois.

## Geografie
De oppervlakte van Neuvy bedraagt 32,0 km², de bevolkingsdichtheid is 9,2 inwoners per km².
De onderstaande kaart toont de ligging van Neuvy (Loir-et-Cher) met de belangrijkste infrastructuur en aangrenzende gemeenten.

## Demografie
Onderstaande figuur toont het verloop van het inwonertal (bron: INSEE-tellingen).